# Purdah

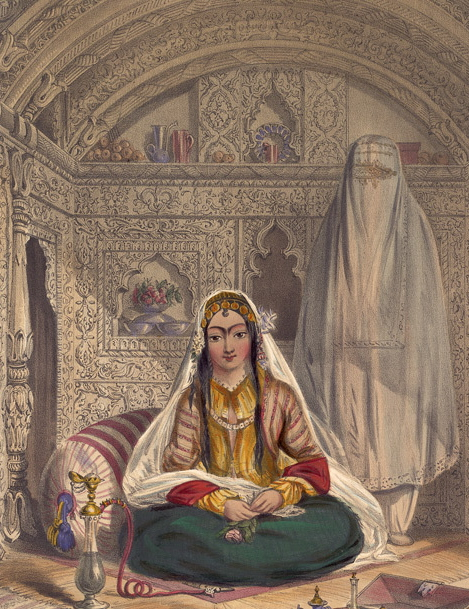
Damas de Caubul (1848 litografía, por James Rattray) que muestra el levantamiento de purdah en zonas Zenana. Colección de la oficina oriental y la India, la Biblioteca Británica

Purdah o Pardaa (Persa: پرده, Urdu: پردہ, Hindi: पर्दा, "cortina") es la práctica en la cultura musulmana e hindú del norte de la India de recluir y ocultar a las mujeres de los hombres que no sean sus parientes directos. De acuerdo con una definición:
Purdah es una cortina de separación tajante entre el mundo del hombre y el de la mujer, entre la comunidad en su conjunto y de la familia que es su corazón, entre la calle y el hogar, lo público y lo privado, así como bruscamente separa la sociedad y el individuo.
A esto habría que agregar que la separación entre lo público y lo privado, como la separación entre  la iglesia y el estado, forma parte de la cosmovisión occidental y en nada describe los fenómenos propios de otras sociedades donde tales estamentos no están conceptualmente tan tajantemente separados.
Esto toma dos formas: una física segregación sexual, con la exigencia de que las mujeres cubran en público sus cuerpos y oculten sus formas por medio del Burka o del Niqab, principalmente en el subcontinente indio y entre los países árabes, donde además hombres y mujeres permanecen separados en reuniones, fiestas y eventos mediante mamparas, celosías o cortinas.
Existen varias formas de Purdah en el mundo islámico y entre las mujeres hindúes en algunas partes del norte de la India.
En el mundo musulmán, que impide a las mujeres ser vistas por los hombres, está íntimamente ligada a una segunda forma moral, el concepto de Namus. Namus es una categoría ética, una virtud, en el Oriente Medio musulmán y tiene un carácter patriarcal. Es una recia y vigorosa categoría de género en las relaciones dentro de una familia descrita en términos de honra, atención, respeto, respetabilidad y modestia. El término es frecuentemente traducido como "honra". Frecuentemente la desatención de dichas normas por parte de las mujeres, muchas veces el solo rumor o sospecha de ello, culmina en crimen de honor.